# Velamysta anomala
Velamysta anomala är en fjärilsart som beskrevs av Otto Staudinger 1884. Velamysta anomala ingår i släktet Velamysta och familjen praktfjärilar. Inga underarter finns listade i Catalogue of Life.